# Hincovce
Hincovce é um município da Eslováquia, situado no distrito de Spišská Nová Ves, na região de Košice. Tem 6,49 km² de área e sua população em 2018 foi estimada em 238 habitantes.

## Demografia
| Ano:        | 1994 | 2004   | 2014   | 2024    |
| ----------- | ---- | ------ | ------ | ------- |
| Broj ljudi: | 207  | 207    | 223    | 266     |
| Razlika:    |      | +1,42% | +7,72% | +19,28% |

| Ano:               | 2023 | 2024   |
| ------------------ | ---- | ------ |
| Número de pessoas: | 267  | 266    |
| Diferença:         |      | -0,37% |